# Râul Gorgol
Gorgol este un râu în sudul Mauritaniei, afluent al fluviului Senegal. Se varsă în Sénégal la Kaédi.